# Robot Song
„Robot Song“ je píseň norské zpěvačky Margaret Berger z roku 2007, které je obsaženo na druhém albu Pretty Scary Silver Fairy z roku 2006.
Autory jsou Patric Sarin, Jukka Immonen a sama zpěvačka. Producentem singlu byl Jukka Immonen.

## Seznam skladeb
| Pořadí | Název      | Autor                                        | Délka |
| ------ | ---------- | -------------------------------------------- | ----- |
| 1.     | Robot Song | Patric Sarin, Jukka Immonen, Margaret Berger | 3:29  |